# 黄龙街道 (农安县)
黄龙街道是中华人民共和国吉林省长春市农安县下辖的一个街道办事处。

## 行政区划
黄龙街道下辖以下村级行政区划单位：
十字街社区、城墙根社区、龙府广场社区、南门外社区、新龙社区、南关村和群众村。